# L'ultimo samurai (film 2003)
L'ultimo samurai (The Last Samurai) è un film del 2003 diretto da Edward Zwick. Ambientato in Giappone durante la ribellione di Satsuma contro l'imperatore Meiji, è stato candidato a quattro premi Oscar e a tre Golden Globe.

## Trama
Nel 1876, Nathan Algren, ex capitano dell'esercito statunitense e veterano del Settimo Cavalleria che lavora pubblicizzando i fucili Winchester, viene avvicinato dal suo vecchio compagno d'armi Zeb, che gli fa rincontrare il colonnello Bagley, da cui riceve la proposta di addestrare l'esercito dell'imperatore giapponese Meiji allo scopo di combattere i samurai ribelli. Il capitano accetta la missione, che vede solo come un modo per far soldi e fuggire dall'atroce ricordo delle guerre indiane (probabilmente il massacro del Washita, che peraltro lo ha spinto all'alcolismo) e, arrivato in Giappone, trova un Paese nel pieno dello scontro tra la frenetica corsa alla modernità voluta dal giovane imperatore e una cultura millenaria legata alla filosofia del Bushido dei samurai.
I generali imperiali vogliono affrettare la fine della ribellione dei samurai e inviano subito le loro truppe contro di essi, anche se Algren cerca invano di convincerli che i loro uomini non sono pronti; la decisione si rivela, infatti, troppo affrettata e l'esercito, composto soprattutto da contadini, viene sconfitto dai ribelli, maestri dell'arte della guerra. Con la fuga disordinata dei suoi sottoposti, Zeb muore e Algren rimane da solo e ferito ma non si arrende neanche ai samurai che, scesi da cavallo per finirlo, lo circondano; agli occhi del comandante avversario Katsumoto, tuttavia, la sua testardaggine vale a redimerlo perché la ritiene una dimostrazione di coraggio e senso dell'onore e per questo dà ordine di risparmiarlo e portarlo prigioniero al proprio villaggio.
Col tempo, Algren impara a conoscere la cultura giapponese tradizionale, scoprendo che i ribelli combattono per l'Imperatore senza alcuna velleità secessionista; suo mentore è lo stesso Katsumoto che, seppur contrario all'occidentalizzazione, non disprezza affatto la cultura esterna ma anzi dimostra di esserne molto incuriosito, facendo domande ad Algren sulla vita che conduceva in America e sulle battaglie: viene nominato il generale Custer, fatto da cui si evince che molto probabilmente Algren ha combattuto la battaglia di Little Bighorn. Il capitano decide quindi di schierarsi al fianco dei ribelli e progressivamente incomincia a essere trattato da pari dai samurai che aveva in precedenza combattuto. Uno dei primi abitanti del villaggio con cui instaura un rapporto personale è Taka, sorella di Katsumoto e vedova di Hirotaro (ucciso dallo stesso Algren in battaglia. Hirotaro stava per ucciderlo, ma Algren riuscì a colpirlo con una lancia, prima di ricevere il colpo di grazia), di cui finisce per innamorarsi.
Katsumoto incontra, quindi, l'imperatore (del quale, in passato, egli stesso è stato mentore e maestro) per giungere ad una tregua, ma questi non riesce a opporsi al primo ministro Omura e agli altri politici, interessati solo ad arricchirsi con l'apertura all'Occidente. Katsumoto viene dunque arrestato e, sebbene la tradizione gli imponesse il suicidio rituale del seppuku, Algren e gli altri lo liberano e lo convincono a morire combattendo onorevolmente, ingaggiando nel frattempo uno scontro contro i militari messi a guardia di Katsumoto in cui suo figlio perderà la vita. Tutti i samurai sono consapevoli che non possono reggere il confronto con le armi da fuoco dell'esercito, ma nonostante ciò Katsumoto decide comunque di procedere con Algren al suo fianco dopo che Taka gli ha donato l'armatura di Hirotaro.
Nella battaglia finale, anche se nettamente inferiori all'avversario, i samurai sembrano inizialmente riuscire a tenere testa sconfiggendo due squadroni; avendo tuttavia subito ingenti perdite e consapevoli dell'imminente arrivo dei rinforzi, i samurai si lanciano in una carica suicida a cavallo, durante la quale Algren uccide Bagley. Molti samurai cadono sotto il fuoco dei cannoni e dei fucili (tra cui Ujio, braccio destro di Katsumoto e amico di Algren), mentre gli ultimi vengono falciati dalle mitragliatrici Gatling. Alla fine Katsumoto supplica Algren di dargli il colpo di grazia e l'ex capitano esegue. I soldati dell'esercito, dopo aver assistito all'estremo sacrificio del leader ribelle, riscoprono i loro valori e si inchinano commossi davanti al cadavere di Katsumoto.
Algren, sopravvissuto, ottiene tempo dopo udienza con l'imperatore, a cui consegna la spada di Katsumoto. Meiji, commosso dal sacrificio del suo vecchio maestro, decide allora di non concludere gli accordi con il governo statunitense per l'acquisto delle loro armi e di confiscare i beni della famiglia Omura, colpevole di non aver agito nell'interesse dell'Impero. Algren, alle domande dell'imperatore che chiede rattristato circa la morte del proprio maestro, gli promette che gli racconterà invece come egli ha vissuto. Algren fa quindi ritorno al villaggio di Katsumoto per riunirsi con Taka e la sua famiglia.

## Produzione
Il film fu girato in gran parte in Nuova Zelanda, con una troupe composta principalmente da giapponesi e con una produzione statunitense. Diverse scene del Tempio furono girate in Giappone, presso il Tempio di Engyo-ji (Monte Shosha), nella prefettura di Himeji. Per l'inquadratura del Fuji furono usati modelli in CGI sovrapposti a immagini della vista da Yokohama. Per ricreare molte scene nel villaggio, la produzione scelse la Warner Bros. Studios, in California.

## Distribuzione
Il film è stato distribuito con le seguenti progressioni:
- Stati Uniti d'America: il 5 dicembre 2003;
- Paesi Bassi: 8 gennaio 2004;
- Germania: 8 gennaio 2004;
- Italia: 9 gennaio 2004;
- Belgio: 14 gennaio 2004;
- Brasile: 16 gennaio 2004.

## Colonna sonora
La colonna sonora del film è stata composta da Hans Zimmer ed è stata pubblicata il 25 novembre 2003 dalla Elektra Records (poi Warner Music Group).

### Tracce
1. A Way of Life – 8:03
2. Spectres in the Fog – 4:07
3. Taken – 3:36
4. A Hard Teacher – 5:44
5. To Know My Enemy – 4:48
6. Idyll's End – 6:40
7. Safe Passage – 4:56
8. Ronin – 1:53
9. Red Warrior – 3:56
10. The Way of the Sword – 7:59
11. A Small Measure of Peace – 7:59

## Accoglienza
La pellicola ebbe un grandissimo successo al botteghino, incassando complessivamente 456 758 981 dollari, superando il budget di circa 140 milioni. Anche in Italia ha avuto un ottimo successo e un incasso di 18 134 000 euro.
La pellicola ottenne anche pareri molto positivi da parte della critica. Tomomi Katsuta di The Mainichi Shinbun, affermò che il film fu «un grande passo in avanti rispetto ai precedenti tentativi statunitensi di ritrarre il Giappone». Negli Stati Uniti il critico Roger Ebert diede al film tre stelle e mezzo su quattro, mentre il sito Rotten Tomatoes segnala che, su una base di 222 recensioni, il 66% dei critici hanno dato al film una recensione positiva.

## Riconoscimenti
- 2004 - Premio Oscar
  - Nomination Miglior attore non protagonista a Ken Watanabe
  - Nomination Migliore scenografia a Lilly Kilvert e Gretchen Rau
  - Nomination Migliori costumi a Ngila Dickson
  - Nomination Miglior sonoro a Andy Nelson, Anna Behlmer e Jeff Wexler
- 2004 - Golden Globe
  - Nomination Miglior film drammatico
  - Nomination Miglior attore in un film drammatico a Tom Cruise
  - Nomination Miglior attore non protagonista a Ken Watanabe
- 2004 - Broadcast Film Critics Association Award
  - Nomination Miglior attore non protagonista a Ken Watanabe
  - Nomination Miglior film
  - Nomination Miglior colonna sonora a Hans Zimmer
- 2003 - National Board of Review Award
  - Migliori dieci film
  - Migliore regia a Edward Zwick
- 2004 - Saturn Award
  - Nomination Miglior film d'azione/avventura/thriller
  - Nomination Migliore regia a Edward Zwick
  - Nomination Miglior attore protagonista a Tom Cruise
  - Nomination Miglior attore non protagonista a Ken Watanabe
  - Nomination Miglior attore emergente a Sōsuke Ikematsu

- 2004 - MTV Movie Award
  - Nomination Miglior performance maschile a Tom Cruise
- 2004 - Las Vegas Film Critics Society Award
  - Nomination Miglior attore non protagonista a Ken Watanabe
- 2003 - Satellite Award
  - Miglior fotografia a John Toll
  - Migliori costumi a Ngila Dickson
  - Miglior montaggio a Victor Du Bois e Steven Rosenblum
  - Miglior colonna sonora a Hans Zimmer
  - Nomination Miglior film drammatico
  - Nomination Miglior attore in un film drammatico a Tom Cruise
  - Nomination Miglior attore non protagonista a Ken Watanabe
  - Nomination Migliore scenografia a Lilly Kilvert e Gretchen Rau
  - Nomination Miglior sonoro a Andy Nelson, Anna Behlmer e Jeff Wexler
  - Nomination Migliori effetti speciali a Jeffrey A. Okun
- 2004 - Screen Actors Guild Award
  - Nomination Miglior attore non protagonista a Ken Watanabe
- 2005 - Awards of the Japanese Academy
  - Miglior film straniero
- 2004 - Motion Picture Sound Editors
  - Nomination Miglior montaggio sonoro

## Inesattezze storiche
Il film descrive e rappresenta eventi storici realmente accaduti anche se ne stravolge la dimensione cronologica:
- nel film gli stranieri presenti in Giappone, nel periodo in cui sono ambientati gli avvenimenti, sono per lo più di nazionalità statunitense quando invece, nonostante il ruolo del Commodoro Perry nell'apertura dei porti, le maggiori potenze straniere rappresentate all'epoca erano i Paesi Bassi, Italia, la Francia e la Gran Bretagna;
- il film unifica due eventi storici distinti nella storia giapponese: la guerra Boshin e la ribellione di Satsuma.